# Göteborg Marathon
Göteborg Marathon är ett årligt maratonlopp i Göteborg, alltså en löptävling över distansen 42 195 meter. Loppet, som arrangeras av idrottsföreningen Solvikingarna, går i oktober och har arrangerats årligen sedan 1972, och hade länge varit det tredje största marathonloppet i Sverige (efter Stockholm Marathon och Växjö Marathon). Loppet hade 319 fullföljande på maratondistansen år 2013.
Det finns också sedan många år en motionstävling på halvmaratondistansen, med 413 fullföljande år 2013.

## Sträckning
Loppet utgår sedan många år från Slottsskogsvallen och går till en vändpunkt vid havet i Hovås och tillbaka. För maratonloppet är det två sådana varv. Banan är ganska platt.